# 65

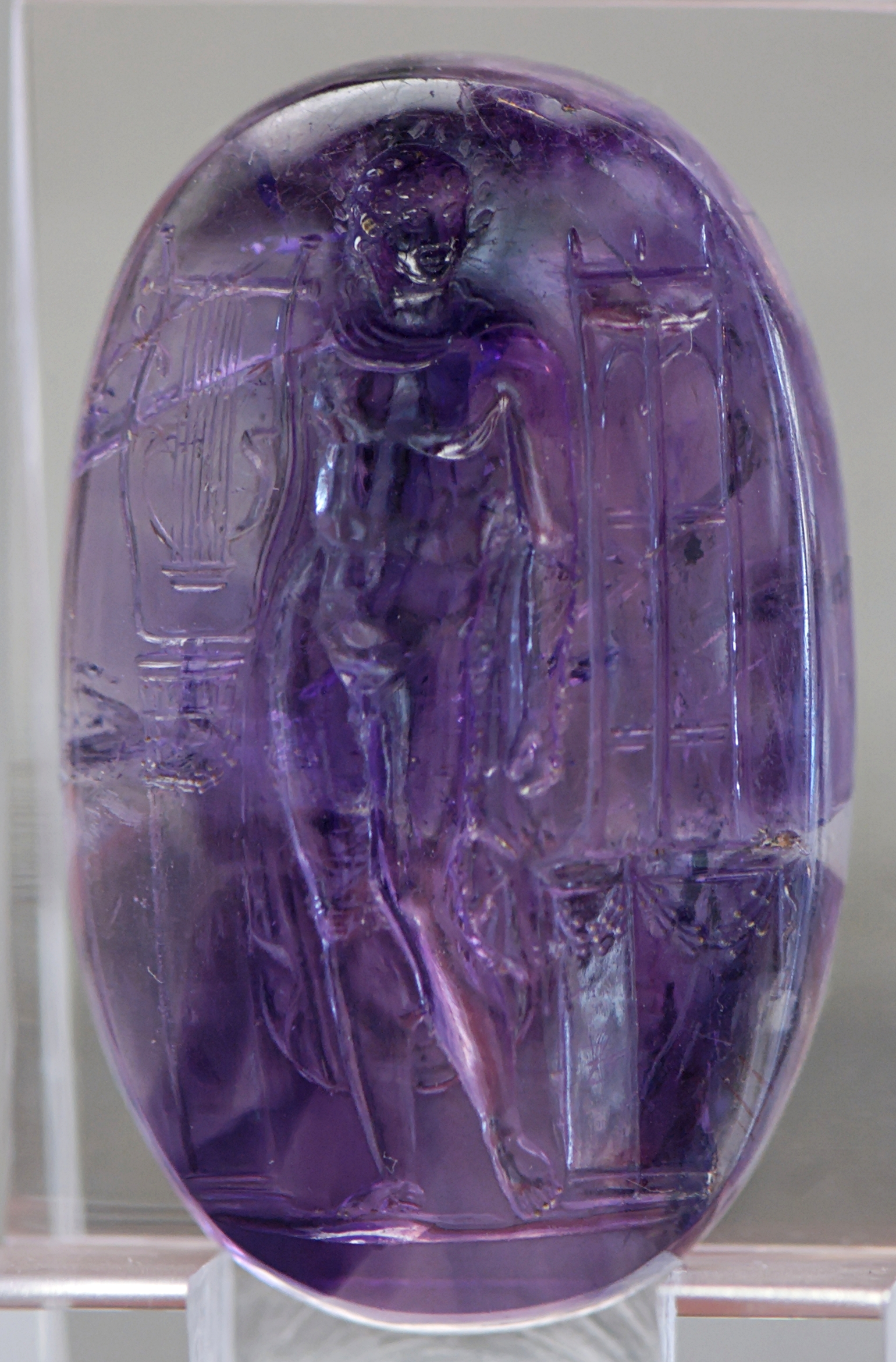
Keizer Nero bespeelt als Apollo de lier.

Het jaar 65 is het 65e jaar in de 1e eeuw volgens de christelijke jaartelling.

## Gebeurtenissen

### Italië
- In Rome worden Aulus Licinius Nerva Silianus en Marcus Vestinus Atticus door de Senaat gekozen tot consul van het Imperium Romanum.
- Marcus Annaeus Lucanus sluit zich aan bij een revolutionaire beweging onder leiding van Gaius Calpurnius Piso. Zijn betrokkenheid bij de samenzwering tegen keizer Nero wordt ontdekt, hij, generaal Corbulo en medeplichtige senatoren worden gedwongen zelfmoord te plegen.
- Poppaea Sabina wordt terwijl ze opnieuw zwanger is, door Nero in een vlaag van woede zo hard in haar buik geschopt dat zij eraan overlijdt.

## Geboren
- Julia Titi, dochter van keizer Titus Flavius Vespasianus (overleden 90)
- Tiberius Claudius Atticus Herodes, Romeins staatsman (overleden 137)

## Overleden
- Lucius Annaeus Seneca, Romeins stoïcijns filosoof en schrijver
- 30 april - Marcus Annaeus Lucanus (25), Romeins episch dichter
- Poppaea Sabina (34), keizerin en echtgenote van Nero